# 도요 고속 철도
도요 고속 철도 주식회사(일본어: 東葉高速鉄道株式会社 도요코소쿠테쓰도가부시키가이샤[*])은 제3 섹터 방식 철도 기업이다.

## 역사
- 1981년 9월 1일: 설립.
- 1996년 4월 27일: 도요 고속선이 개통.
- 2004년 12월 7일: 2000계 전동차 도입.
- 2007년 3월 18일: PASMO 도입.

## 보유 철도 노선
- 도요 고속 철도 도요 고속선(니시후나바시 - 도요 가쓰타다이, 16.2 km)

## 보유 차량
- 2000계